# Jean Capart

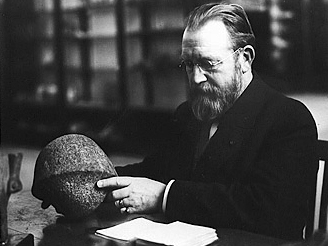
Jean Capart

Jean François Désiré Capart (* 21. Februar 1877 in Brüssel; † 16. Juni 1947 in Etterbeek) war ein belgischer Ägyptologe. Er gilt als Vater der belgischen Ägyptologie.

## Leben

### Jugend und Ausbildung
Jean Capart war der Sohn von Alphonse Capart (1847–1925), einem Arzt, und Alida Carbonnelle (1852–1922).
Er studierte an der Universität von Namur (facultés universitaires Notre-Dame de la Paix, 1893–1895) und an der Université libre de Bruxelles (1895-1898), wo er eine Doktorarbeit über das Strafrecht im antiken Ägypten einreichte und 1898 den Docteur en Droit erhielt. Als Gewinner des interuniversitären Wettbewerbs für Doktoranden der Rechtswissenschaften in Belgien unternahm er mit seinem Stipendium verschiedene Studienreisen durch Europa mit dem Ziel, sich auf Ägyptologie, seine wahre Leidenschaft, zu spezialisieren.
Im Jahr 1897 wurde er von Gaston Maspero, dem Generaldirektor des Supreme Council of Antiquities (Antikendienstes) und des Ägyptischen Museums in Kairo, eingeladen, am Congrès international des orientalistes in Paris teilzunehmen. Dort stellte er erstmals seinen Plan einer umfassenden Bibliographie Ägyptens vor.
Anschließend besuchte er 1898 nacheinander die Kurse von Pieter Boeser an der Universität Leiden, von Alfred Wiedemann an der Universität Bonn (1898–1899), von William Flinders Petrie am University College London (1899) und von Gaston Maspero an der École du Louvre in Paris im Jahr 1899.

### Museumskurator
Im selben Jahr begann Capart eine lange Karriere an den Königlichen Museen für Kunst und Geschichte in Brüssel. Er war nacheinander freier Mitarbeiter (1897), stellvertretender Kurator (1900), Kurator (1911), Sekretär (1912) und wurde 1925 Chefkurator der Museen. 1942 ging er in den Ruhestand, saß aber weiterhin in der Museumskommission und als Mitglied in der Société des Amis des Musées (Gesellschaft der Museumsfreunde).
Ein halbes Jahrhundert lang prägte er die Geschichte der Museen; insbesondere organisierte er die ägyptische Abteilung neu und baute sie erheblich aus. Trotz begrenzter finanzieller Mittel verfolgte er eine geschickte Einkaufspolitik und nutzte seine Kontakte, um Spenden von großzügigen Gönnern einzuwerben. So konnte er zahlreiche ägyptische Antiquitäten erwerben, von denen einige durchaus bemerkenswert sind, unter anderem den Türsturz von Sethos I. (19. Dynastie), das Relief von Königin Teje (18. Dynastie) oder auch den Papyrus Leopold II. (20. Dynastie), welchen er mit dem englischen Ägyptologen Alan Gardiner veröffentlichte.
Ermutigt durch Flinders Petrie gelang es ihm auch, die belgische Regierung davon zu überzeugen, die englischen Ausgrabungen in Ägypten zu unterstützen. Er arbeitete hauptsächlich mit der Egypt Exploration Society und der Foundation for the Exploration of Egypt zusammen, deren Ehrensekretär für Belgien und dann Ehrenvizepräsident (1935) er wurde.
Er arbeitete außerdem mit dem Egyptian Research Account und der British School for Archaeology in Egypt zusammen, deren Ehrensekretär er für Belgien war. 1901 übernahm er die Funktion des Redaktionssekretärs und Hauptherausgebers des Bulletin des Musées royaux d’Art et d’Histoire de Bruxelles.
In den Jahren 1904 bis 1905 führte er auf Wunsch von Édouard Empain und von diesem finanziert Ausgrabungen durch, um die antike Stadt Heliopolis zu finden, an deren Stelle Empain eine neue Stadt Héliopolis errichten wollte. Die Probegrabungen blieben jedoch ergebnislos. Anschließend fungierte er als Berater für Empain, der bei Ausgrabungen zahlreiche Stücke erwarb, die er dann den belgischen Museen für Kunst und Geschichte schenkte.
1929 beteiligte er sich an der Gründung des Institut belge des hautes études chinoises. Von 1932 bis 1939 war er beratender Kurator am Brooklyn Museum in New York.
Als Chefkurator der Museen betrieb er eine Politik der Großwerke, die 1930 mit der Einweihung der Albert-Élisabeth-Galerie ihren Höhepunkt erreichte. Er initiierte auch die Bildungsabteilung der Museen, deren erster Direktor er 1922 war, bevor er 1924 deren Präsident wurde. Er war auch der Gründer des Service de la Documentation belge im Jahr 1934, der 1957 zum Institut royal du patrimoine artistique (Institut für königliches künstlerisches Erbe, IRPA) wurde.

### Hochschullehrer
Jean Capart hatte auch eine Karriere an belgischen Hochschulen. Seine wichtigste Stellung war der erste in Belgien geschaffene Lehrstuhl für Ägyptologie am Institut für Kunst und Archäologie (Institut supérieur d’Art et d’Archéologie) der Universität Lüttich inne, zunächst als Dozent (1902), dann als Professor (1910) und ordentlicher Professor im Ehrenamt (1928). 1929 wurde er Honorarprofessor und übertrug seine Lehrtätigkeit endgültig seinem Schüler Baudouin van de Walle. 1924 wurde er Präsident des Höheren Instituts für Orientalische Geschichte und Literatur (Institut supérieur d’histoire et de littérature orientales) der Universität Lüttich.
Nebenbei war er auch Professor am Königlichen Höheren Institut für Kunstgeschichte und Archäologie (Institut royal supérieur d’histoire de l’art et d’archéologie de Bruxelles) in Brüssel, am Höheren Institut für junge Mädchen (Institut supérieur de jeunes filles de Bruxelles), am Institut für Höhere Studien in Belgien (Institut des hautes études de Belgique) sowie an den Kursen für Kunstgeschichte und Archäologie in Brüssel und an der Écoles Supérieures des Arts Saint-Luc (Höhere Schulen für Kunst Saint-Luc) in Molenbeek-Saint-Jean (Brüssel). Ebenso war er Professor an der Universitätserweiterung der Freien Universität Brüssel und leitete ab 1904 praktische Archäologiekurse am Cinquantenaire-Museum.

### Feldforschung
Parallel zu seiner Karriere in Belgien unternahm Jean Capart zahlreiche Reisen rund um die Welt – meist, um Konferenzen abzuhalten und ägyptische Sammlungen zu studieren. So unternahm er von 1900 bis 1946 dreizehn Reisen oder Missionen nach Ägypten, darunter die folgenden:
- 1900–1901: Ägyptenreise auf Einladung von Gaston Maspero zum ersten Mal in dessen Begleitung.
- 1905–1906: Besuch der Nekropole von Sakkara, um die Mastaba des Neferirtenef (eines hohen Beamten der 5. Dynastie) zu erwerben, die er auf Kosten des belgischen Industriellen Édouard Louis Joseph Empain ausgrub und nach Belgien verschiffte.
- 1907: Eine Ausgrabungskampagne auf Betreiben von Empain in Heliopolis auf der Suche nach der antiken Nekropole.
- 1923: Auf Einladung von Howard Carter und Lord Carnarvon und zusammen mit dem Ägyptologen Dimitri Laboury Teilnahme an der Eröffnung der Grabkammer des Pharaos Tutanchamun in Begleitung von Königin Elisabeth von Belgien und Prinz Leopold (dem späteren König).[2][2] Aus diesem Anlass gründete er die Association égyptologique Reine Élisabeth (Fondation égyptologique Reine Élisabeth), deren Direktor er bis zu seinem Tod im Jahr 1947 blieb und für welche er 1925 die Zeitschrift stiftete, die in der Welt der Ägyptologen schnell großen Ruhm erlangen sollte: Chronique d’Égypte (Chronik Ägyptens).
- 1924: Als Gastprofessor der Commission for Relief in Belgium Educational Fund (Bildungsstiftung der Kommission für Sozialhilfe) besuchte er zum ersten Mal die Vereinigten Staaten und traf den späteren Präsidenten der Vereinigten Staaten, Herbert Hoover. Er unternahm bis 1939 mehrere Reisen dorthin und konnte die ägyptische Abteilung des Brooklyn Museums auf der Grundlage des Erbes des amerikanischen Ägyptologen Charles Edwin Wilbour, des Begründers der amerikanischen Ägyptologie, neu organisieren.
- 1927: Jean Capart selbst führte Ausgrabungen in Tell Héou (Mittelägypten) durch und legte eine unterirdische Nekropole sowie einen kleinen Tempel frei, der dem Gott Thot gewidmet war.
- Im Jahr 1936 erlangte er schließlich für die Belgier die Konzession für den Standort el-Kab, die alte religiöse Hauptstadt Oberägyptens. Er leitete persönlich mit finanzieller Unterstützung seines Freundes Marius de Zayas drei archäologische Ausgrabungskampagnen: 1937, 1938 und 1945 bis 1946. Insbesondere ergrub er die Haupttempel von el-Kab und ein griechisch-römisches Dorf. Er entdeckte zahlreiche Antiquitäten und enthüllte die Bedeutung der Rolle der Göttin Nechbet in der Religionsgeschichte Ägyptens.

### Familie
Capart heiratete in erster Ehe Alix Idiers (1878–1911) und in zweiter Ehe Marguerite Thirionet (1878–1955). Aus diesen Ehen gingen zwölf Kinder hervor, von denen zwei im Kindesalter verstarben.

### Tod
Jean Capart starb im Alter von 70 Jahren am 16. Juni 1947 in der Klinik Saint-Joseph in Etterbeek bei Brüssel an den Folgen einer chirurgischen Operation. Er ist auf dem Friedhof von Woluwe-Saint-Pierre begraben, einer Gemeinde in Brüssel, wo er den größten Teil seines Lebens verbrachte.

## Wirken
Capart schuf die Éditions de la fondation égyptologique Reine Élisabeth, die zahlreiche wissenschaftliche und populäre Werke über Ägypten veröffentlichte. 1930 organisierte er in Brüssel eine ägyptologische und papyrologische Woche (semaine égyptologique et papyrologique), die Ägyptologen und Papyrologen aus der ganzen Welt zusammenbrachte. Er wiederholte die Demonstration im Jahr 1935. Ebenso organisierte und leitete er 1938 den 20. Kongress der Orientalisten in Brüssel (Congrès internationaux des Orientalistes). In der Zwischenkriegszeit galt die Fondation égyptologique Reine Élisabeth in der wissenschaftlichen Welt einhellig als eines der erfolgreichsten ägyptologischen und papyrologischen Forschungszentren der Welt.
Jean Capart ist Autor zahlreicher wissenschaftlicher und populärer Artikel sowie zahlreicher preisgekrönter Werke, darunter
- Les Débuts de l’Art en Égypte. (Die Anfänge der Kunst in Ägypten, 1903–1904)
- Thèbes. La Gloire d’un Grand Passé. (Theben. Der Ruhm einer großen Vergangenheit, 1925)
- Documents pour servir à l’étude de l’Art égyptien. (Dokumente zur Verwendung beim Studium der ägyptischen Kunst, 1927–1932)
- Memphis à l’ombre des pyramides. (Memphis im Schatten der Pyramiden, 1930)

Er interessierte sich für verschiedene Zweige der Ägyptologie, insbesondere für Archäologie, Philologie und die Geschichte der ägyptischen Religionen. Dennoch zeichnete er sich vor allem auf dem Gebiet der ägyptischen Kunstgeschichte aus. Er interessierte sich auch für die Ausgestaltung der Museen und war Experte beim Office international des Musées (Internationalen Museumsbüro des Völkerbunds) und Sekretär-Präsident (1941) des Office national des musées de Belgique (Nationales Museumbüro von Belgien).

## Ehrungen
- Mitglied der Académie royale d’Archéologie de Belgique
- Mitglied und Präsident (1940) der Académie royale de Belgique
- Präsident (1941) der Commission de Philologie des Fonds de la recherche scientifique
- Präsident (1942) der Société royale belge de géographie
- Vizepräsident (1922) der Société belge d’études orientales
- Ordentliches Mitglied (1900) der Société d’anthropologie de Bruxelles
- korrespondierendes Mitglied (1911) der Société des sciences, des arts et des lettres du Hainaut
- Großoffizier des Kronenordens
- Kommandeur des Leopoldsordens
- Orden für Zivilverdienste (Croix civique de première classe 1914-1918)
- Großoffizier des Ismaïl-Ordens
- Großoffizier des Nil-Ordens
- Großoffizier des Ordens von Oranien-Nassau
- Großoffizier des Ordens der Krone von Italien
- Kommandeur des Sterns von Rumänien
- Kommandeur des Phönix-Ordens von Griechenland
- Kommandeur des Wasaordens
- Offizier der Ehrenlegion

Ausländische Ehrenmitgliedschaften
- Professeur d’échange der Université de Lyon (1924)
- Ehrenmitglied der Vooraziatisch-Egyptisch Gezelschap Ex Oriente Lux in Leiden (1939)
- Mitglied des Comité des fouilles in Ägypten der University of Liverpool (1939)

Außerdem war er korrespondierendes Mitglied verschiedener Institutionen:
- Institut d’Égypte
- Institut de France (Académie des inscriptions et belles-lettres)
- British Academy
- Académie malgache
- Académie des sciences, lettres et arts d’Arras
- Academia Nacional de Belas Artes, Lissabon
- Orientální ústav Akademie věd České republiky, Prag, u. a.

## In der Populärkultur
Seine Physiognomie diente Edgar P. Jacobs als Vorbild für die Figur des schillernden Ägyptologen „Dr. Grossgrabenstein“ im Comic Blake und Mortimer.
Auch Hergé ließ sich von ihm für seine Figur von Professor „Hippolytus Birnbaum“ (Hippolyte Bergamotte) inspirieren, einem auf präkolumbianische Kultur spezialisierten Ethnologen, in Die sieben Kristallkugeln und Der Sonnentempel.

## Veröffentlichungen (Auswahl)
Eine Publikationsliste der Schriften von Jean Capart zwischen 1917 und 1931 findet sich in:
- Theunis Folkers: Liste des Publications de M. Jean Capart. Offerte aux membres du XXe congrès international des orientalistes par TH. Folkers, directeur de la maison E. J. Brill, Leiden 1938.
- Les Débuts de l’art en Égypte. 1904.
- L’Art égyptien. 2 Bände, 1909–1911.
- L’Art égyptien (= Études et histoire). 3 Bände, 1924–1948.
- Thèbes. La Gloire d’un Grand Passé. 1925.
- Memphis. À l’Ombre des Pyramides. 1930.
- Le Message de la vieille Égypte. 1944.
- Je lis les hiéroglyphes. 1946.
- Chambre funéraire de la sixième dynastie aux Musées Royaux d’Art & d’Histoire. 1906.
- Une rue de tombeaux à Saqqarah. 2 Bände, 1907.
- Conférence sur le préhistorique égyptien. (= Mémoire de la Société d’Anthropologie de Bruxelles. Band 20). 1901–1902.
- Bulletin critique des religions de l’Égypte. 1905.
- Un roman vécu il y a 25 siècles. 1914.
- Les origines de la civilisation égyptienne. Société d’Anthropologie de Bruxelles, Brüssel 1914.
- Le centenaire du déchiffrement des hiéroglyphes par Champollion. 1922.
- L’Art égyptien et la loi de frontalité. Fondation Piot, 1923.
- La Place de l’Égypte dans la civilisation (= Bulletin Société d’Anthropologie). 1923.
- Toutankhamon. Bruxelles, Vromant et Cie, 1923. (Zahlreiche Neuausgaben, neueste Ausgabe: Edition Decoopman, Saint-Laurent-le-Minier 2018. Préface de Jean-Michel Bruffaerts.)
- Un fragment de naos saïte. Académie Royale de Belgique 1924.
- Propos sur l’art égyptien. 1931.
- Le Temple des Muses. 1936.
- Histoire de l’Orient ancien. L’Égypte des pharaons 1936.
- Travels in Egypt. Letters of Ch. Wilbour Brooklyn Museum 1936.
- Makit. Une histoire de souris au temps des pharaons. 1937.
- Le papyrus Léopold II aux Musées Royaux d’Art et d’Histoire. 1939.
- Visions de l’Égypte ancienne. Association égyptologique Reine Élisabeth, 1940.
- Tout-Ankh Amon. 1944.
- Un conte que Schéhérazade n’a pas connu. Association égyptologique Reine Élisabeth, 1946.
- Fouilles d’El Kab. Impressions et souvenirs. Association égyptologique Reine Élisabeth, 1946.
- Quelques observations sur la déesse d’El Kab. Association égyptologique Reine Élisabeth, 1946.
- Le Chat de saint Louis. Revue générale. 1947.
- Pour faire aimer l’art égyptien. Association égyptologique Reine Élisabeth, 1949.
- La Beauté égyptienne. 1949.
- Causeries sur l’art égyptien. Association égyptologique Reine Élisabeth, 1958.

### Beileidsbezeugungen
Die Beileidsbezeugungen wurden in der Königlichen Bibliothek Belgiens unter den Ziffern Ms. III/1876/XIII/247 und Ms. III/1876/XIII/248 hinterlegt, letztere von der Académie royale des Sciences, des Lettres et des Beaux-Arts de Belgique.